# Philippe Moureaux
Philippe Moureaux (Etterbeek, 12 april 1939 – Sint-Jans-Molenbeek, 15 december 2018) was een Belgisch politicus van de Parti Socialiste.

## Loopbaan
Moureaux werd doctor in de letteren en de wijsbegeerte aan de Université libre de Bruxelles. Na een behalen van zijn diploma was hij korte tijd leraar en in 1964 begon hij een academische loopbaan als NFWO-aspirant. In 1967 werd hij assistent van de ULB, drie jaar later werd hij werkleider en hoogleraar. Als historicus schreef hij ook verschillende werken over de economische en institutionele geschiedenis van de Nederlanden.
Hij werkte voor de ABVV en kwam op die manier in de raad van beheer van de ULB terecht. Hij kwam er in contact met PSB-politicus Henri Simonet en het was door hem dat Moureaux zich bij de partij aansloot. Nadat Simonet in 1972 minister werd, werd Moureaux op diens voordracht adviseur op het kabinet van vicepremier André Cools, met wie hij bevriend raakte. Van 1973 tot 1974 was hij opdrachthouder op het kabinet van premier Edmond Leburton. Toen de socialisten in dat laatste jaar in de oppositie belandden, werd hij voorzitter van het Institut Emile Vandervelde, de studiedienst van de PSB, en raadgever van André Cools, toen covoorzitter van de Belgische Socialistische Partij
In 1977 kwamen de socialisten opnieuw in de regering en werd Moureaux kabinetschef van vicepremier Léon Hurez. In 1979 werd hij kabinetschef van vicepremier Guy Spitaels. In 1980 werd hij minister van Binnenlandse Zaken en Institutionele Hervormingen in de Regering-Martens III, waardoor hij mee de tweede staatshervorming uitwerkte. Van 1980 tot 1981 was hij in de Regering-Martens IV en de Regering-M. Eyskens minister van Justitie en Institutionele Hervormingen. Onder zijn ministerschap kwam er een vreemdelingenwet en een naar hem genoemde wet tegen racisme.
Voor de PS zetelde Moureaux van 1981 tot 1995 in de Kamer van volksvertegenwoordigers en was hij van 1983 tot 2012 gemeenteraadslid van Sint-Jans-Molenbeek. In 1981 belandde de PS op nationaal vlak in de oppositie, maar de partij was wel betrokken bij de vorming van de gemeenschaps- en gewestregeringen. Van 1981 tot 1985 was Moureaux minister-president van de Executieve van de Franse Gemeenschap, waarbij hij ook bevoegd was voor Cultuur en Begroting. Hij kwam geregeld in conflict met de Vlaamse Executieve over communautaire kwesties. Van februari tot mei 1988 was hij korte tijd opnieuw minister-president van de Franse Gemeenschapsregering.
Vervolgens was hij van 1988 tot 1992 in de regeringen-Martens VIII en -Martens IX vicepremier en minister van het Brusselse Gewest en Institutionele Hervormingen. Vanaf 1989 was hij eveneens belast met de Herstructurering van het ministerie van Nationale Opvoeding. In september 1991 veroorzaakte Moureaux controverse toen hij ten tijde van de wapenhandelcrisis dreigde met een optreden van de Waalse Gewestraad om de Waalse wapenexport te forceren.
Op 4 maart 1992 werd Moureaux benoemd tot burgemeester van Sint-Jans-Molenbeek. Hij was de opvolger van Léon Spiegels (PRL). Moureaux zou burgemeester blijven tot in 2012. Hij kondigde begin maart 1992 aan uit de nationale politiek te stappen, maar werd twee dagen later toch minister van Sociale Zaken in de Regering-Dehaene I. Moureaux verklaarde dit mandaat korte tijd te zullen uitoefenen. In oktober 1992 diende hij een eerste maal zijn ontslag in omdat hij vond dat zijn hervorming van de sociale zekerheid onvoldoende steun kreeg. Premier Jean-Luc Dehaene kon hem overtuigen aan te blijven, maar uiteindelijk stapte hij in mei 1993, toen de hervorming van de ziekteverzekering afgerond was, definitief op.
Op 30 januari 1995 werd hij door koning Albert II benoemd tot minister van Staat. Hetzelfde jaar werd hij verkozen tot voorzitter van de Brusselse PS-federatie en tot nationaal ondervoorzitter van de PS, wat hij bleef tot in 2012. Van 1999 tot 2014 zetelde hij ook als rechtstreeks gekozen senator in de Belgische Senaat. In 2004 was hij als senator medeauteur van het wetsontwerp tot toekenning van het actief kiesrecht bij de gemeenteraadsverkiezingen aan vreemdelingen.
Ook kreeg hij in 1995 het grootkruis in de Orde van Leopold II en werd hij in 1987 commandeur in de Leopoldsorde.
In 2012 kwam zijn burgemeesterschap ten einde toen de PS in de oppositie belandde. Korte tijd voor zijn dood, in oktober 2018, behaalde zijn dochter Catherine Moureaux een verkiezingsoverwinning en werd ze burgemeester van Sint-Jans-Molenbeek.
Moureaux werd door zijn politieke tegenstanders weleens laksheid en cliëntelisme verweten, vooral in zijn houding tegenover de migrantengemeenschap in zijn stad. Na de terroristische aanslagen in Parijs in november 2015, waarbij meerdere terroristen banden bleken het hebben met Sint-Jans-Molenbeek, laaide die kritiek opnieuw op. Moureaux zou onvoldoende gedaan hebben om de radicalisering in de gemeente terug te dringen. In 2016 counterde hij die kritiek in zijn boek De Waarheid over Molenbeek. In 2017 verscheen zijn biografie, Portraits Souvenirs.
In december 2018 overleed Moureaux aan de gevolgen van kanker, waaraan hij al sinds maart 2017 leed.

## Persoonlijk
Philippe Moureaux was de zoon van de liberale minister Charles Moureaux. Zijn broer is politicus Serge Moureaux. Philippe Moureaux was gescheiden van voormalig minister Françoise Dupuis en de vader van Catherine Moureaux, arts en burgemeester van Sint-Jans-Molenbeek, Isabelle Moureaux (arts), en Claire Moureaux. In juni 2010 hertrouwde hij in alle discretie met zijn levensgezellin Latifa Benaicha.
- International Standard Name Identifier: 0000 0001 1560 450X
- Library of Congress Control Number: n89605503
- Nationale Bibliotheek van Israël: 987007278372905171
- Nederlandse Thesaurus van Auteursnamen: 072134771
- Système universitaire de documentation: 069918554
- Virtual International Authority File: 13911593
- WorldCat: E39PBJjtf4JtdtGV3cMMVYR7pP